# Liga Studenților Români din Străinătate
Liga Studenților Români din Străinătate (LSRS) este o organizație neguvernamentală, non-profit, apolitică și neafiliată religios.
LSRS asigură un cadru de organizare reprezentativ al studențimii române din străinătate, promovând o puternică solidaritate între membrii săi, ca reprezentanți de valoare ai României, și o atitudine pozitivă față de perspectivele întoarcerii lor în țară după terminarea studiilor.
Scopul principal al LSRS este de a apăra și promova drepturile și interesele academice, profesionale, sociale și culturale ale membrilor săi, precum și de a facilita contribuția lor la dezvoltarea României.
LSRS își propune să-i informeze pe studenții români din străinătate cu privire la oportunitățile de participare la viața economică, politică și socială a României, dar și să-i informeze pe românii interesați de perspectiva studiului în străinătate despre oportunitățile academice existente.
Președintele LSRS actual este Otilia Apostol.

## Despre LSRS
Proiectul Liga Studenților Români din Străinătate (LSRS) a început încă din ianuarie 2009, pornind de la constatarea creșterii rapide a numărului de studenți și absolvenți români ai universităților din străinătate. Sebastian Burduja a fondat și condus această organizație în faza sa incipientă. Având în vedere rolul său fondator, Burduja are în continuare titlul de Președinte de Onoare al LSRS.
LSRS reprezintă primul for care se adresează tuturor studenților și absolvenților români ai universităților din străinătate, scopul său fiind organizarea și ajutarea acestei comunități importante care adună în rândurile sale mulți dintre tinerii români. LSRS își propune să redirecționeze aceste resurse importante către România, contribuind în mod activ și decisiv la progresul țării prin diverse proiecte, spre exemplu Hai acasă! sau INTU.
De asemenea, LSRS își propune să ofere consultanță academică eficientă tinerilor români care doresc să-și continue studiile în străinătate. Prin facilitarea legăturilor cu cei care deja au plecat la universitățile din afara României, precum și prin distribuirea de materiale informative, organizația conectează România și lumea academică de peste hotare.
Nu în ultimul rând, LSRS oferă celor care deja au plecat oportunitatea unei comunicări directe și simple. Relații, oportunități de angajare, burse, programe academice – LSRS adună toate aceste informații de la membrii săi, punând bazele unor rețele de networking bazat pe consolidarea identității comunității studenților și absolvenților români din străinătate.

## Filialele LSRS
Departamentul Central al LSRS este localizat în România, însa reunește membri din întreaga lume. În momentul de față, filiale active și reprezentanțe se află în Arabia Saudită, Austria, Belgia, Danemarca, Franța, Germania, Italia, Japonia, Regatul Unit, Olanda, Portugalia, Spania, SUA și Turcia. 
În anii săi de activitate, LSRS a fost prezentă, în plus, și în Australia, Canada, Chile, China, Columbia, Coreea de Sud, Elveția, Emiratele Arabe Unite, Estonia, Finlanda, Grecia, India, Irlanda, Israel, Luxemburg, Monaco, Norvegia, Peru, Polonia, Rusia, Singapore, Slovenia, Suedia, și Ungaria. 
Filialele LSRS funcționează autonom, însă sub coordonarea Consiliului Director. Consiliul director constă în Președinte, Secretar General, Trezorier și cei cinci Vicepreședinți: Comunicare, Filiale, Dezvoltare, Relații Umane, Relații Externe. 

### Filiala LSRS Germania
Filiala LSRS Germania are în prezent 12 membrii și este activă din anul 2010. Ea nu este înregistrată ca și organizație în țara gazdă, ci funcționează după legislația românească.
Printre proiectele pe care Filiala Germania le organizează constant an de an sunt: Santa comes from the Library și Meet the Students. Santa comes from the Library este un proiect de în care orice student român se poate înscrie și constă în schimb de cadouri care constau din cărți prin mediul poștal. Meet the Students sunt șiruri de întâlniri studențești organizate în diferite orașe studențești din Germania, modalitate prin care Filiala rămâne în contact cu comunitatea studențească românească din Germania. Printre orașele în care se desfășoară regulat Meet the Students se numără: Bonn, Hamburg, Berlin, München, Heidelberg, Aachen și Passau.

## Gala LSRS
Gala Ligii Studenților Români din Străinătate premiază, pe baza unei competiții deschise, studenții și absolvenții din diaspora românească ce are ca scop recunoașterea performanțelor academice și extracurriculare. Acesta este singurul eveniment național destinat promovării meritelor și valorilor studenților români de pretutindeni. Gala are loc anual în București.
| Anul | Câștigătorul          |
| ---- | --------------------- |
| 2023 | Alexandra Bivolaru    |
| 2022 | Anca Mihaela Vasilica |
| 2021 | Virgil Andrei         |
| 2020 | Daniel Prelipcean     |
| 2019 | Bogdan-Dragoș Ilieș   |
| 2018 | Ana-Maria Raclariu    |
| 2017 |                       |
| 2016 | Anca Drăgan           |